# Coração Apaixonou
Coração Apaixonou é um álbum ao vivo da dupla sertaneja João Bosco & Vinícius, gravado no dia 10 de dezembro de 2009 em Ribeirão Preto, São Paulo, e lançado em 2010 pela Sony Music.
O álbum traz sucessos como "Chora, Me Liga", "Curtição", "Sufoco" e "Falando Sério"; canções inéditas como "Sem Esse Coração" e "Tema Diferente", a faixa-título "Coração Apaixonou"; e uma versão do sucesso "A Cruz e a Espada", da banda RPM. O show de gravação também contou com a participação do cantor Leonardo na canção "Deixaria Tudo", sucesso do mesmo. O álbum foi indicado ao Grammy Latino de Melhor Álbum de Música Sertaneja, sendo o segundo trabalho da dupla a ser indicado ao prêmio.

## Faixas

### CD
1. Chora, me liga
2. Terremoto
3. Sem esse coração
4. Curtição
5. Meu mundo gira
6. Coração apaixonou
7. Sufoco
8. 2 Anos
9. Deixaria tudo (Dejaria todo)
10. Aô buteco
11. Canto, bebo e choro
12. Pedra e porcelana
13. A cruz e a espada
14. Coração só vê você
15. Tema diferente
16. Sexto sentido
17. Falando sério

- No DVD e blu-ray, somente as faixas 6 e 15 são invertidas. As versões em vídeo também contam com o making of da gravação como material bônus.